# Volleybal Club Limax 2023-2024
Questa voce raccoglie le informazioni riguardanti il Volleybal Club Limax nelle competizioni ufficiali della stagione 2023-2024.

## Stagione
Il Volleybal Club Limax partecipa alla stagione 2023-24 con la denominazione sponsorizzata Numidia / VC Limax.
Partecipa al suo terzo campionato di Eredivisie, ottenendo un terzo posto al termine della regular season, spingendosi poi fino alle semifinali dei play-off scudetto, eliminato dall'Orion. I due club si erano già scontrati nella finale di Coppa dei Paesi Bassi, sempre con l'affermazione della formazione avversaria.
In ambito europeo è invece di scena in Challenge Cup, venendo estromesso dal torneo dai romeni della Dinamo Bucarest ai sedicesimi di finale.

## Organigramma societario
Area direttiva
- Presidente: Wiek Vaassen
- Team manager: Andrew Hendrickx

Area tecnica
- Allenatore: Guido Görtzen
- Secondo allenatore: Joost Weltens, Bertin Terpstra
- Assistente allenatore:
- Scoutman: Jan Diriken

Area sanitaria
- Medico: Albina Dansen
- Fisioterapista: Marc Francot, Job Vaassen

## Rosa
| N° | Nome                  | Ruolo | Data di nascita   | Nazionalità sportiva |
| -- | --------------------- | ----- | ----------------- | -------------------- |
| 1  | Nico Freriks          | P     | 22 dicembre 1981  | Paesi Bassi          |
| 3  | Leon Meier            | S     | 28 gennaio 2002   | Germania             |
| 4  | Remco van den Elshout | C     | 26 ottobre 2003   | Paesi Bassi          |
| 5  | Martijn Brilhuis      | O     | 30 gennaio 2001   | Paesi Bassi          |
| 6  | Thomas van Bladel     | S     | 28 aprile 003     | Paesi Bassi          |
| 7  | Sil Meijs             | P     | 13 marzo 2002     | Paesi Bassi          |
| 8  | Kian Macnack          | O     | 26 gennaio 2003   | Paesi Bassi          |
| 9  | Jelte Maan            | S     | 19 marzo 1986     | Paesi Bassi          |
| 10 | Alfred Brink          | P     | 18 agosto 2000    | Svezia               |
| 11 | Jaro Herinx           | C     | 6 ottobre 2003    | Paesi Bassi          |
| 12 | Johannes Bontje       | C     | 12 maggio 1981    | Paesi Bassi          |
| 14 | Thijs Ipema           | L     | 14 luglio 2000    | Paesi Bassi          |
| 15 | Tobias Kjær           | S     | 17 luglio 1999    | Danimarca            |
| 16 | Siebe Korenblek       | C     | 22 marzo 2002     | Paesi Bassi          |
| 18 | Lars Bouten           | S     | 18 marzo 1997     | Paesi Bassi          |
| 21 | Wouter Timmermans     | L     | 24 settembre 2000 | Paesi Bassi          |
| -  | Lennard Vossen        | C     | -                 | Paesi Bassi          |
| -  | Job Vaassen           | S     | 2 aprile 1998     | Paesi Bassi          |

## Statistiche

### Statistiche di squadra
| Competizione          | Punti | In casa | In casa | In casa | In trasferta | In trasferta | In trasferta | Totale | Totale | Totale |
| Competizione          | Punti | G       | V       | P       | G            | V            | P            | G      | V      | P      |
| --------------------- | ----- | ------- | ------- | ------- | ------------ | ------------ | ------------ | ------ | ------ | ------ |
| Eredivisie            | 39/7  | 15      | 10      | 5       | 16           | 10           | 6            | 31     | 20     | 11     |
| Coppa dei Paesi Bassi | -     | 1       | 1       | 0       | 3            | 3            | 0            | 5      | 4      | 1      |
| Challenge Cup         | -     | 2       | 1       | 1       | 2            | 2            | 0            | 4      | 3      | 1      |
| Totale                | -     | 18      | 12      | 6       | 21           | 15           | 6            | 40     | 27     | 13     |

### Statistiche dei giocatori
| Giocatore          | Eredivisie | Eredivisie | Eredivisie | Eredivisie | Eredivisie | Challenge Cup | Challenge Cup | Challenge Cup | Challenge Cup | Challenge Cup |
| Giocatore          | P          | PT         | AV         | MV         | BV         | P             | PT            | AV            | MV            | BV            |
| ------------------ | ---------- | ---------- | ---------- | ---------- | ---------- | ------------- | ------------- | ------------- | ------------- | ------------- |
| J. Bontje          | ?          | 160        | 94         | 50         | 16         | 4             | 13            | 9             | 4             | 0             |
| L. Bouten          | ?          | 1          | 0          | 1          | 0          | 0             | 0             | 0             | 0             | 0             |
| M. Brilhuis        | ?          | 202        | 179        | 16         | 7          | 2             | 30            | 28            | 1             | 1             |
| A. Brink           | ?          | 28         | 10         | 12         | 6          | 4             | 5             | 2             | 2             | 1             |
| N. Freriks         | ?          | 7          | 5          | 1          | 1          | 1             | 0             | 0             | 0             | 0             |
| J. Herinx          | ?          | 73         | 45         | 26         | 2          | 4             | 24            | 17            | 6             | 1             |
| T. Ipema           | ?          | 1          | 1          | 0          | 0          | 4             | 0             | 0             | 0             | 0             |
| T. Kjær            | ?          | 307        | 241        | 20         | 46         | 4             | 43            | 34            | 4             | 5             |
| S. Korenblek       | ?          | 108        | 61         | 29         | 18         | -             | -             | -             | -             | -             |
| J. Maan            | ?          | 0          | 0          | 0          | 0          | -             | -             | -             | -             | -             |
| K. Macnack         | ?          | 278        | 231        | 24         | 23         | 4             | 45            | 39            | 5             | 1             |
| L. Meier           | ?          | 440        | 362        | 45         | 33         | 4             | 44            | 34            | 8             | 2             |
| S. Meijs           | ?          | 87         | 17         | 23         | 47         | 4             | 10            | 2             | 2             | 6             |
| W. Timmermans      | ?          | 0          | 0          | 0          | 0          | 4             | 0             | 0             | 0             | 0             |
| T. van Bladel      | ?          | 87         | 75         | 7          | 5          | 4             | 10            | 10            | 0             | 0             |
| R. van den Elshout | ?          | 109        | 66         | 36         | 7          | 3             | 20            | 11            | 8             | 1             |
| J. Vaassen         | ?          | 0          | 0          | 0          | 0          | -             | -             | -             | -             | -             |
| L. Vossen          | ?          | 6          | 3          | 3          | 0          | -             | -             | -             | -             | -             |

P = presenze; PT = punti totali; AV = attacchi vincenti; MV = muri vincenti; BV = battute vincenti

NB: Non sono disponibili i dati relativi alla Coppa dei Paesi Bassi e, di conseguenza, quelli totali